# マジェスティック (1974年の映画)
『マジェスティック』（原題・Mr. Majestyk）は、1974年に製作・公開されたアメリカ合衆国の映画である。

## 概要
リチャード・フライシャー、チャールズ・ブロンソンによる骨太アクション。アメリカ南西部の農村を舞台に、行く当てのない貧しいメキシコ移民たちを使い、細々と小さなスイカ畑を経営するマジェスティック（ブロンソン）が、執拗なまでにいやがらせを繰り返す無法者たちに怒りを爆発。正義の鉄拳を叩き込む。

## ストーリー
テキサス州でスイカ農園を経営するマジェスティック（ブロンソン）が、収穫のためにメキシコから来た労働者を雇うのだが、労働者の受け入れをめぐって地元のヤクザ者コーパス（ポール・コスロ）から嫌がらせを受ける。理不尽な罪で逮捕された彼が、留置場で出会った犯罪王レンダ（アル・レッティエリ）から深い恨みを買ってしまい、ヤクザ者と犯罪王の両方を敵に回すことになる。レンダはマジェスティックを殺害する前に、外堀を埋めるかのように嫌がらせを繰り返す。せっかく収穫したスイカをマシンガンで粉々に粉砕され、収穫のために雇った労働者は解散を余儀なくされ、最後まで自分の元に残ってくれた友人も重傷を負わされるに至って、彼はレンダ一味と闘うことを決意する。

## キャスト
| 役名                           | 俳優                       | 日本語吹替                          |
| 役名                           | 俳優                       | TBS版                               |
| ------------------------------ | -------------------------- | ----------------------------------- |
| ヴィンセント・マジェスティック | チャールズ・ブロンソン     | 森山周一郎                          |
| フランク・レンダ               | アルフレッド・レッティエリ | 大平透                              |
| ナンシー・チャベス             | リンダ・クリスタル         | 此島愛子                            |
| ボビー・コーパス               | ポール・コスロ             | 曾我部和行                          |
| ワイリー                       | リー・パーセル             | 弥永和子                            |
| ラリー・メンドーサ             | アレジャンドロ・レイ       | 安原義人                            |
| マクアレン警部                 | フランク・マックスウェル   | 上田敏也                            |
| ハロルド・リッチー副保安官     | ジョーダン・ローデス       | 若本紀昭                            |
| ジーン・ランディ               | テイラー・ラチャー         | 筈見純                              |
| フリオ・トマス                 | バート・サントス           | 西村知道                            |
| ディック・リチャード弁護士     | リチャード・アードマン     | 峰恵研                              |
| 不明 その他                    |                            | 黒部鉄 小出和明 巴菁子 酒井環       |
|                                |                            |                                     |
| 演出                           | 演出                       | 中野寛次                            |
| 翻訳                           | 翻訳                       | 進藤光太                            |
| 効果                           | 効果                       | 遠藤堯雄/桜井俊哉                   |
| 調整                           | 調整                       | 山下欽也/平野富夫                   |
| 制作                           | 制作                       | 東北新社                            |
| 解説                           | 解説                       | 荻昌弘                              |
| 初回放送                       | 初回放送                   | 1978年10月16日 『月曜ロードショー』 |

## 解説
1974年11月2日（土）には「狼よさらば」が日本で劇場公開されており、本作の劇場公開は翌週の11月9日（土）であった。『荒野の七人』（1960年）や、 『大脱走』（1963年）などのヒット作に出演し、共に男臭い風貌と巧みな演技が人気を呼んで俳優としての地位を確立。その後の『さらば友よ』や『雨の訪問者』、『レッド・サン』などへの出演で押しも押されもせぬ国際映画スターの仲間入りを果たしたブロンソンにとって、本作は彼の渋い役柄が板についた娯楽作品と言えよう。ちなみに、このときブロンソンは53歳、円熟の歳であった。